# Lauhirasse (Saison)
Pour les articles homonymes, voir Lauhirasse.
Le Lauhirasse, est un cours d'eau du Pays basque français (département des Pyrénées-Atlantiques). Il arrose les coteaux du sud de l'Adour.
Il prend sa source sur la commune de Lohitzun-Oyhercq et se jette dans le Saison à Osserain-Rivareyte.
[réf. nécessaire]

## Département et communes traversés
Pyrénées-Atlantiques
- Aroue-Ithorots-Olhaiby
- Domezain-Berraute
- Lohitzun-Oyhercq
- Osserain-Rivareyte

## Affluents
- Thiancoeniaerreka
- Ruisseau de berd

## Hydronymie
L'hydronyme Lauhirasse apparaît sous la forme
L'aygue aperade Lauƒirasse (1547, titres de Béarn).